# Мацуяма Хіроакі
Хіроакі Мацуяма (яп. 松山 博明, нар. 31 серпня 1967, Префектура Кіото) — японський футболіст, що грав на позиції півзахисника. По завершенні ігрової кар'єри — тренер.

## Ігрова кар'єра
У дорослому футболі дебютував 1990 року виступами за команду клубу «Фурукава Електрік». Наступного року перейшов до клубу «Фудзіта». Відіграв за команду з Хірацуки наступні два сезони своєї ігрової кар'єри. Більшість часу, проведеного у складі «Фудзіта», був основним гравцем команди.
1993 року уклав контракт з клубом «Сьонан Бельмаре», у складі якого провів наступні два роки своєї кар'єри гравця. 
1995 року грав за «Тосу Фьючерс», а завершив професійну ігрову кар'єру у клубі «Консадолє Саппоро», за команду якого виступав протягом 1996 року.

## Кар'єра тренера
Розпочав тренерську кар'єру відразу ж по завершенні кар'єри гравця, 1996 року, очоливши тренерський штаб клубу «Консадолє Саппоро».
Протягом тренерської кар'єри також очолював команду клубу «Ойта Трініта», а також працював з командою дублерів клубу «Віссел» (Кобе).
Наразі останнім місцем тренерської роботи була збірна Бутану, головним тренером якої Хіроакі Мацуяма був з 2011 по 2012 рік.